# Norma de Indicadores de Calidad de la Cadena del Frío
La Norma de Indicadores de Calidad de la Cadena del Frío, conocida como norma CCQI (del inglés Cool Chain Quality Indicators) marca los requisitos que tiene que cumplir una organización que maneje productos perecederos y quiera mejorar la calidad de la cadena del frío que gestiona. Ha sido publicada por la Cool Chain Association en el año 2004 y está disponible en su Web para descarga. 
La norma CCQI tiene una parte de requisitos muy similares a los de cualquier sistema de gestión del tipo ISO 9001. La diferencia respecto a estos sistemas de calidad es que marca unos valores mínimos para poder certificarse en unas tablas (mastertables en la norma) en las que se indica las buenas prácticas del sector. La organización que se certifica debe identificar sus operaciones en las que maneja  productos perecederos. Para cada una de esas operaciones, debe comparar su organización con respecto a las tablas CCQI. 
De esa comparación se obtienen además muchos puntos de mejora que buscan disminuir la probabilidad de rotura de la cadena del frío.
Posteriormente la organización puede certificarse con una entidad de certificación, en un proceso de duración anual, por el que obtiene un certificado en el que se cuantifica la capacidad de sus cadenas del frío.